# LaMonica Garrett
LaMonica Garrett est un acteur américain, né le 23 mai 1975 à San Francisco.

## Biographie

### Vie privée
Garrett a épousé l'actrice Mina Ivanova le 27 avril 2017. Le couple sortait ensemble depuis plusieurs années.

## Filmographie

### Cinéma
- 2003 : The Blues : Ian
- 2011 : Transformers 3: La face cachée de la lune : l’assistant de Morshower
- 2015 : Very Bad Dads : Marco, le coach des Lakers
- 2015 : Untitled NBA Project : Derek Gates
- 2016 : The Duke: Based on the Memoir 'I'm The Duke' by J.P. Duke : J.P. Duke (court-métrage)
- 2016 : Mouthpiece : Jason Spikes
- 2016 : Be Somebody de Joshua Caldwell : Richard Lowe
- 2016 : XOXO : Carpe Diem de Christopher Louie : Chopper
- 2019 : Primal : John Ringer

### Télévision
- 2008 : Les Frères Scott : Jérôme Garett, joueur de Slamball les "MOB" (saison 6, épisode 9)
- 2009 : Les Mystères d'Eastwick : un pompier
- 2010 : 10 Things I Hate About You : le producteur
- 2010 : DialStar : Darin
- 2010 : Hawthorne : Infirmière en chef : le chef
- 2010 : Dark Blue : Unité infiltrée : Chris
- 2010 : Parenthood : un employé
- 2011 : Les Experts : Miami : le garde de la sécurité
- 2011 : Single Ladies : Michael Mills
- 2011 : NCIS : Enquêtes spéciales : le capitaine de la marine Craig Quincy
- 2011-2014 : Sons of Anarchy : le shérif adjoint Cane
- 2012 : Suits, avocats sur mesure : Roberto Solis
- 2012 : Political Animals : l'agent Clark (mini-série)
- 2012 : The Situation : Ty
- 2012-2013 : Mike & Molly : James
- 2013 : Arrested Development - Les nouveaux pauvres : Drew
- 2013 : The Game : Luke Rogers
- 2014 : NCIS : Los Angeles : Michael Williams
- 2014 : Revenge : l'agent Stiegel
- 2014 : Bones : Blair Ellis
- 2014 : Getting On : Dr Parker Owens
- 2014 : Modern Family : le videur
- 2015 : Veep : Freddy Wallace
- 2015 : Rizzoli and Isles : l'inspecteur Simmons
- 2015 : Mr. Robinson : Robert
- 2015 : The Hotwives of Las Vegas : Adonis
- 2015 : Filthy Preppy Teen$ : Unipony
- 2016 : Now We're Talking : Donnie Perkins
- 2016 : Black-ish : Davis
- 2016-2018 : The Last Ship : le lieutenant Cameron Burk
- 2016-2018 : Designated Survivor : Mike Ritter
- 2017 : I'm Sorry : Paul
- 2018-2019 : Flash : le Monitor (crossover Elseworlds - saison 6, épisode 1)
- 2018-2019 : Supergirl : le Monitor (crossover Elseworlds et dans le final season)
- 2018-2020 : Arrow : le Monitor (crossover Elseworlds, dans le final season puis récurrent saison 8)
- 2019 : Legends of Tomorrow : le Monitor (apparition dans le final season)
- 2019-2020 : Crisis on Infinite Earths : Mar Novu / le Monitor et Anti-Monitor (crossover entre les séries Supergirl (saison 5, épisode 9) / Batwoman (saison 1, épisode 9) / Flash (saison 6, épisode 9) / Arrow (saison 8, épisode 8) et Legends of Tomorrow (saison 5, épisode 1))
- 2021-2022 : 1883 : Thomas
- 2022 : The Terminal List : commandant Bill Cox
- 2023 : Opérations Spéciales : Lioness (Special Ops: Lioness) : Tucker

### Jeux vidéo
- 2011 : Fight Night Champion : André Bishop
- 2011 : Need for Speed: The Run : Calvin Garrett
- 2019 : Call of Duty: Modern Warfare : le sergent Griggs